# Michael Biegler
Michael Biegler er en tysk håndboldtræner, som er træner for det tyske kvindelandshold siden 2016. Han har tidligere trænet det polske herrerlandshold.